# Галицко-волынская школа (древнерусское искусство)

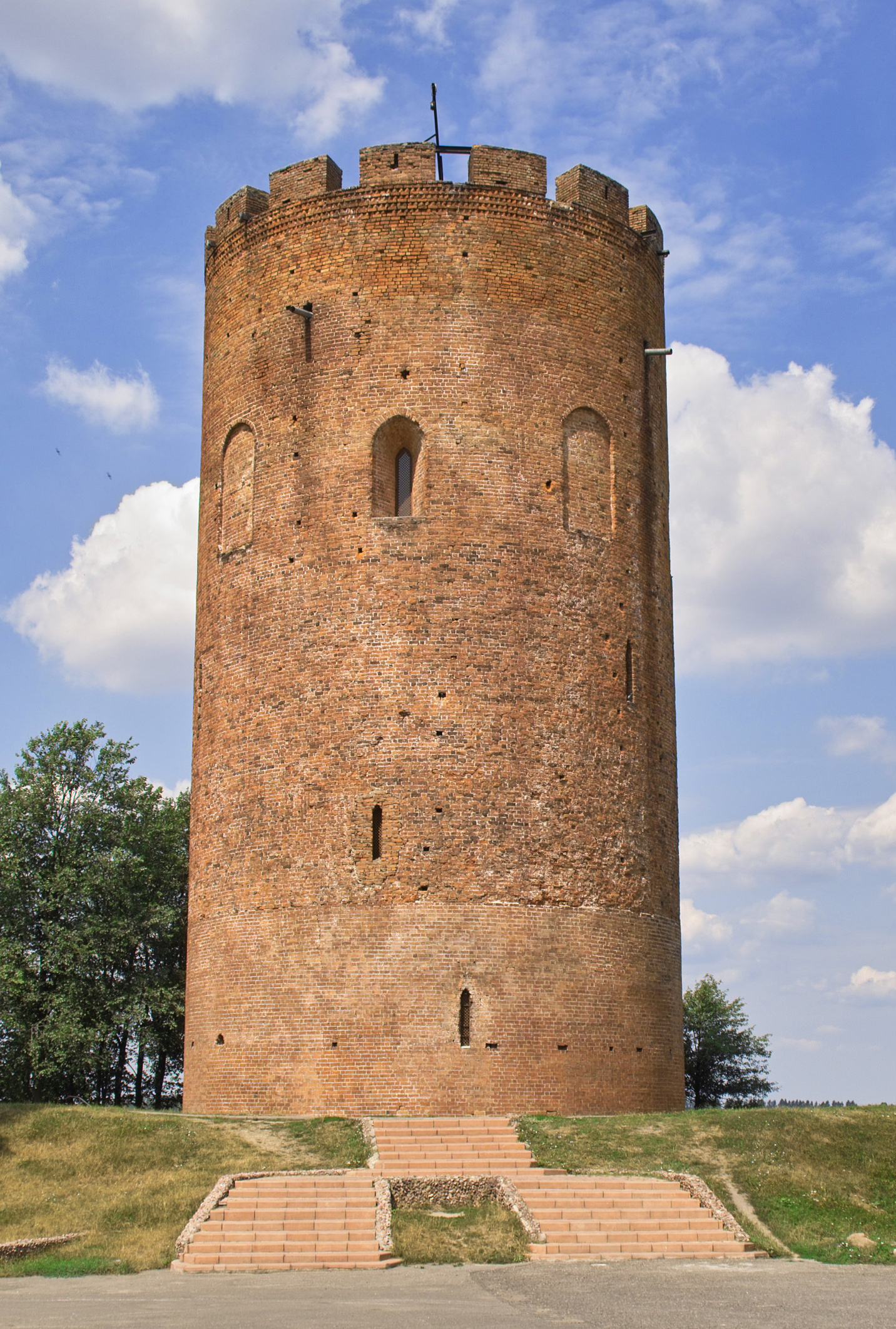
Каменецкая башня (1271—1288)

Га́лицко-волы́нская шко́ла — одна из региональных школ в древнерусском искусстве, развивавшаяся в XII—XIV веках. Складывалась на территории Галицкого и Волынского княжеств, объединившихся в 1199 году. Одна из наиболее значительных древнерусских школ.
Галицко-волынская школа выразилась в каменной архитектуре и живописи (иконопись и миниатюра).
Школа испытала сильное влияние искусства Польши, Чехии и Венгрии.

## Архитектура
Галицко-волынская архитектурная школа начала формироваться в середине XII века. Среди первых каменных построек школы выделяют княжеский дворец и 4-столпную церковь Спаса (2-я пол. 1140-х годов) и Успенский собор (предп. рубеж 1140—50-х годов) в Галиче. Предполагается, что строили их польские мастера, на что указывала романская техника строительства, хотя белокаменные с резьбой церковь и собор относились к традиционному крестово-купольному типу храмов. Во 2-й половине на территории Галичского княжества стали строить небольшие белокаменные центрические храмы — ротонды и квадрифолии. Предположительно, их появление связано с влиянием венгерского зодчества. Значительно искажённая поздними перестройками церковь Святого Пантелеимона в селе Шевченково (кон. XII — нач. XIII веков) изначально была близка европейским храмам цистерцианского ордена: характерная для древнерусского зодчества 4-столпная структура сочеталась с готической конструкцией.
В Волынском княжестве дольше сохранялась киевская строительная традиция. 6-столпный Успенский собор во Владимире-Волынском (1157—1160) строился по образцу собора Кирилловского монастыря в Киеве.
К галицко-волынской школе обычно относят и архитектуру Гродненского княжества, где возводились большие кирпичные 6-столпные крестово-купольные храмы, украшенные большими шлифованными камнями, поливной керамикой и блюдами. Частично сохранилась Борисоглебская церковь на Коложе в Гродно (кон. XII века).
После того, как Даниил Романович перенёс столицу Галицко-Волынского княжества из Галича в Холм в этом городе по его заказу возвели церкви Святого Иоанна и святых Космы и Дамиана, а также каменно-деревянную сторожевую башню-донжон. Согласно Ипатевской летописи, в церкви Иоанна прослеживались черты западноевропейской архитектуры — подпружные арки опирались на капители в виде человеческих голов, порталы декорированы резным камнем белого и зелёного цветов, в окна вставлены витражи. Около города была установлена колонна на постаменте, увенчанная изваянием в виде орла.
Во 2-й половине XIII — начале XIV веков были построены башнеобразные храмы Рождества Христова в Галиче и Святого Николая во Львове. Предполагается, что создавались они под влиянием готической архитектуры. В тот же период в западных и северных районах княжества стали возводить оборонительные сооружения нового типа — прямоугольные и круглые в плане каменные и кирпичные башни (известны такие сооружения в Столпье, Белавине, Каменце-Литовском, Черторыйске, Гродно и другие). Башни были аналогичны западно-европейским донжонам.

## Живопись
Сохранившиеся произведения живописи галицко-волынской школы немногочисленны и разнохарактерны. Характерный пример — «Добрилово Евангелие» (ок. 1164, РГБ) представляет собой региональный упрощённый вариант византийского искусства. Икона «Покров Богородицы» (рубеж XI—XII веков или нач. XIV века) является ещё более схематизированным вариантом заимствования. Интерес представляют миниатюры Галицко-Волынского Евангелия (нач. XIII века).